# روبرت ك. بيرد
روبرت ك. بيرد (بالإنجليزية: Robert K. Byrd)‏ هو سياسي أمريكي، ولد في 4 نوفمبر 1823 في الولايات المتحدة، وتوفي في 2 مايو 1885 في نفس البلد. حزبياً، نشط في الحزب الديمقراطي. وقد انتخب عضو مجلس ولاية تينيسي.